# Netta Barzilai
Netta Barzilai (hebräisch נטע ברזילי; * 22. Januar 1993 in Hod haScharon), auch bekannt als Netta, ist eine israelische Sängerin. Als Interpretin des Liedes Toy gewann sie am 12. Mai 2018 den 63. Eurovision Song Contest und errang damit den vierten Sieg für Israel bei diesem Wettbewerb.

## Leben
Netta Barzilai stammt aus Hod haSharon, einer Stadt nördlich von Tel Aviv. Als Kind lebte sie mit ihrer Familie vier Jahre lang in Nigeria. Nach einem Nachal-Freiwilligenjahr leistete sie ihren Militärdienst in der Band der Marine ab. Anschließend studierte sie an der Rimon School of Music in Tel Aviv elektronische Musik. Sie nennt sich selbst ein „fettes Mädchen“.

## Musikalische Karriere
Netta Barzilai arbeitete vor ihrem Erfolg beim ESC-Vorentscheid 2018 als DJ und Sängerin auf Hochzeitsfeiern. Sie unterrichtete Gesang und gründete einen Improvisationschor mit dem Namen The Experiment. Sie war drei Jahre im Club Bar Giora als Sängerin engagiert und dort für die künstlerische Leitung der wöchentlichen Blues-Nächte zuständig. 2016 spielte sie die Hauptrolle in der Theaterproduktion Running on the Sea mit der Theaterprofessorin Ruth Kanner und der Komponistin Avshalom Ariel, einer ihrer Background-Sänger und -Sängerinnen beim Eurovision Song Contest 2018. Im Jahr 2017 erhielt Netta eine weitere Hauptrolle in Noam Inbars A-cappella-Stück The Book of Challenges, das Teil des Singing in the Squares-Projekts des Tel Aviv Museums war. Netta Barzilai ist Solistin in der erfolgreichen Show-Gruppe „Gaberband“, die sowohl in Israel als auch im Ausland auftritt und Loop-Workshops für junge Musiker in Schulen anbietet.

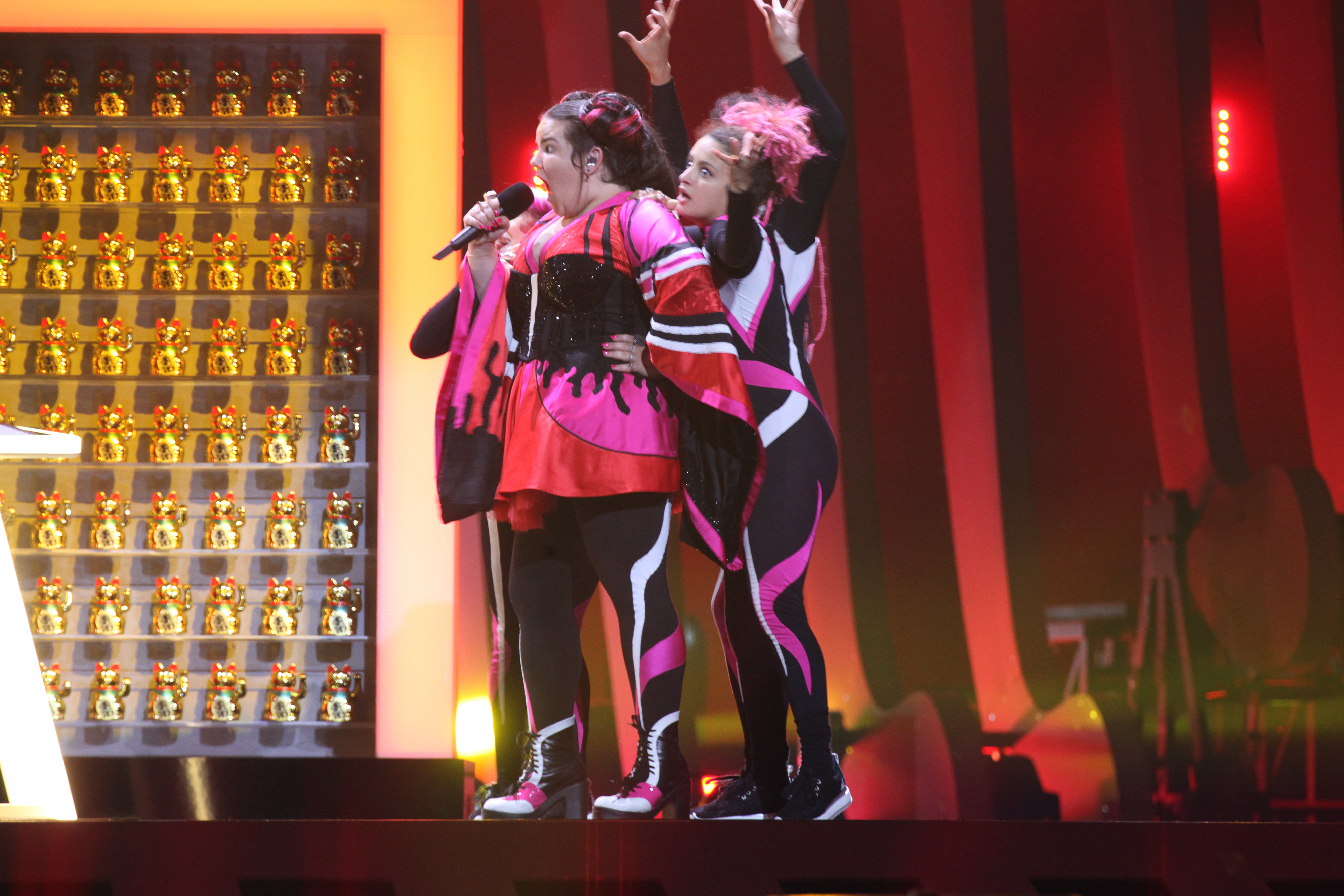
Netta für Israel beim ESC 2018

Am 13. Februar 2018 gewann sie HaKochav HaBa L’Eurovision (Der nächste Star der Eurovision), die israelische Originalversion der Fernsehsendung Rising Star. Da die Show auch Vorentscheid für den Eurovision Song Contest ist, vertrat sie Israel beim Eurovision Song Contest 2018 in Lissabon. Im ersten Halbfinale in der Altice Arena in Lissabon traten 19 Sänger und Bands gegeneinander an, Barzilai wurde per Televoting ins Finale gewählt. Neben dem Beitrag aus Zypern galt ihr Song Toy bei den Wettbüros als Favorit. Auf YouTube wurde das Video zu Toy zirka 161 Millionen Mal abgerufen (Stand: Freitag, 1. April 2022).
Im ESC-Finale am 12. Mai 2018 erhielt Netta Barzilai die drittmeisten Jury- und die meisten Zuschauerpunkte und gewann den Wettbewerb mit insgesamt 529 Punkten vor Zypern und Österreich. „Danke, dass ihr den Unterschied gewählt habt; danke, dass ihr die Verschiedenheit feiert“, sagte sie in ihrer Dankesrede.
Im Februar 2020 veröffentlichte sie ihre Single Ricki Lake. Netta hat außerdem einen Cameo-Auftritt im Netflix-Film Eurovision Song Contest: The Story of Fire Saga.

## Diskografie

### Alben
- 2024: הכל עליי

### EPs
- 2020: Goody Bag
- 2020: The Best of Netta's Office, Vol. 1

### Singles
| - 2018: Toy - 2019: Bassa Sababa - 2019: Nana Banana - 2019: BEG (mit Omer Adam) - 2020: Ricki Lake - 2020: Cuckoo - 2020: The Times They Are a-Changin’ - 2020: בלב אחד (סלאם עליכום) (mit Sarit Hadad) - 2021: Efes Ma'amatz (mit Static & Ben El) - 2021: Moustache (mit Little Big) - 2021: CEO - 2022: I Love My Nails | - 2022: Playground Politica (mit Mr Eazi) - 2022: מתמטיקה (mit Stéphane Legar) - 2023: מסיבה רעה (mit Girafot & Dego) - 2023: You Spin Me Round (Like a Record) - 2023: Everything - 2023: Wonderful & Great - 2023: Turn up the Heat (mit Offer Nissim) - 2024: נתק אותי (mit Kfir Tsafrir) - 2024: Big Love - 2025: הסיבה שאין בי פחד - 2025: Detonate |

## Auszeichnungen für Musikverkäufe
| Goldene Schallplatte - Polen - 2023: für die Single Toy 3× Platin-Schallplatte - Brasilien - 2022: für die Single Toy |

| Land/RegionAuszeichnungen für Musikverkäufe (Land/Region, Auszeichnungen, Verkäufe, Quellen) | Gold  | Platin     | Verkäufe | Quellen             |
| -------------------------------------------------------------------------------------------- | ----- | ---------- | -------- | ------------------- |
| Brasilien (PMB)                                                                              | —     | 3× Platin3 | 120.000  | pro-musicabr.org.br |
| Polen (ZPAV)                                                                                 | Gold1 | —          | 25.000   | olis.pl             |
| Insgesamt                                                                                    | Gold1 | 3× Platin3 |          |                     |